# Turkesztán
Turkisztán vagy más írással Turkesztán a történelemben Közép-Ázsia régióit jelezte, amelyet északon Szibéria, délen Tibet, India, Afganisztán és Perzsia (Irán); keleten a Góbi-sivatag; nyugaton pedig a Kaszpi-tenger határolt. A kifejezés a török népek által lakott területeket hivatott jelölni, de a régióban éltek nem török népek is (tádzsikok, oroszok).
A perzsák között úgy is ismert volt, mint Turán, illetve egy része, mint Szogdia.

## Területe
Északon és ÉNy-on ma legnagyobbrészt sivatagokból vagy sovány sztyeppékből álló alföld (Turáni-alföld), amelyen a Szir- és az Amu-darja folyik keresztül; kettejük közt a Zerafsza a homokban vész el. Kisebb része keleten és DK-en vad, jól öntözött és termékeny völgyekben bővelkedő hegyvidék, amelyet a Hindukusnak és a Pamír-fennsíknak láncai takarnak és az Alai-hegység az északibb fekvésű Ferganára és a délibb fekvésű Szogdianára oszt.

## Etimológia
A kifejezés perzsa eredetű (ترکستان), amely azonban soha nem utalt egyetlen nemzetállamra sem. A perzsa geográfusok használták ezt a kifejezést először a török népek helyének leírására.